# Meisje met de parel (muurschildering)
Meisje met de parel is een muurschildering in de Nederlandse plaats Amsterdam van de hand van Roelof Schierbeek (graffitinaam Beyond) uit 2023. 

## Geschiedenis
Het schilderij Meisje met de parel van Johannes Vermeer vormt al lang inspiratie voor andere kunstenaars. Afbeeldingen ervan zijn voor allerlei doeleinden gebruikt.
In 2022 was het de inspiratie voor een 117 m² grote muurschildering op de hoek van de Amstelveenseweg en Eerste Schinkelstraat. Die Amstelveenseweg is hier voor een hoofdverkeersweg opvallend smal, de Eerste Schinkelstraat is een typisch 19e eeuwse smalle straat. Er was en is dus weinig ruimte voor een vorm van kunst in de openbare ruimte. Een buurtbewoner nam het initiatief toch een kunstwerk ter plaatse te krijgen en diende in 2022 een voorstel in om het door de gemeente Amsterdam beschikbare Buurtbudget daaraan te spenderen. Buurtbewoners waren het erover eens dat de buurt wel een werk kon gebruiken. Vanwege de beschikbare ruimte was een muurschildering een uitkomst. Dat een muurschildering ook werkt tegen graffiti was mooi meegenomen. Vanuit die graffitiwereld werd kunstenaar Roelof Schierbeek (graffitinaam Beyond) ingeschakeld en die zette in de zomer van 2023 een eigentijdse muralversie van Meisje met de parel op een (bijna) blinde gevel naast de kruising. Schierbeek had al enkele andere muurschilderingen op zijn naam staan. Zo is hij deels verantwoordelijk voor de lange Mural Foodstrip in Amsterdam-Zuidoost en een portret van Herman Brood in Amsterdam-Centrum (Karski & Beyond), maar ook buiten Amsterdam werden (officiële) muurschilderingen gezet. Schierbeek toog naar het Rijksmuseum Amsterdam, toen daar de Vermeertentoonstelling werd gehouden en liet de bewoners kiezen uit Een vrolijke vioolspeler van Gerard van Honthorst, De bedreigde zwaan van Jan Asselijn en Het meisje. De buurt koos voor die laatste. Schierbeek was zelf ook wel geïnteresseerd of hij de blik van het meisje in het schilderij kon vangen; het verhaal gaat dat dat meisje je vanuit welke hoek je ook kijkt aankijkt.
Het schilderij van Vermeer is doorgaans te zien in het Mauritshuis in Den Haag, dat zelf in 2004 Museum Murals organiseerde; een serie muurschilderingen geïnspireerd op museumkunst.